# 1728 na ciência

## Nascimentos
| Data            | Nome          | Profissão                          | Nacionalidade         | Observações                 | Ref   |
| --------------- | ------------- | ---------------------------------- | --------------------- | --------------------------- | ----- |
| 13 de fevereiro | John Hunter   | cirurgião                          | Reino da Grã-Bretanha | m. 1793 Medalha Copley 1787 | [ 1 ] |
| 26 de fevereiro | Antoine Baumé | farmacêutico, químico e inventor   | Reino da França       | m. 1804                     |       |
| 16 de abril     | Joseph Black  | físico e químico                   | Reino da Grã-Bretanha | m. 1799                     |       |
| 7 de novembro   | James Cook    | explorador, navegador e cartógrafo | Reino da Grã-Bretanha | m. 1779 Medalha Copley 1776 | [ 1 ] |

## Mortes
| Data         | Nome            | Profissão | Nacionalidade | Observações | Ref |
| ------------ | --------------- | --------- | ------------- | ----------- | --- |
| 11 de agosto | William Sherard | botânico  | Inglaterra    | n. 1659     |     |